# Mateusz z Edessy
Mateusz z Edessy (ormiański: Մատթեոս Ուռհայեցի, Matteos Uṛhayetsi), był ormiańskim duchownym i kronikarzem żyjącym w Edessie na przełomie XI i XII wieku. Urodził się w drugiej połowie XI wieku, zmarł w 1144 roku w swym rodzinnym mieście. Pełnił funkcję opata Karmir Vank', leżącego w pobliżu Kessoun, na wschód od Marasz. W swoich pracach pisał głównie o rządach Bagratydów w Armenii, pierwszych krucjatach i walkach toczonym między muzułmanami a Bizancjum na terenie północnej Syrii i wschodniej Azji Mniejszej. Jego dzieła są podstawowymi źródłami do badań dziejów Edessy i sąsiednich ziem.

## Życie
Niewiele wiadomo o jego życiu. Mateusz przyszedł na świat w drugiej połowie XI wieku w Edessie, w ormiańskiej rodzinie należącej do narodowego kościoła. Występował przeciwko kościołowi greckiemu i łacińskiemu, które to próbowały podporządkować sobie kościół ormiański. Być może miał zatargi z łacinnikami, jego prace zawierają bowiem bardzo negatywny obraz europejskich osadników. Równie niechętnie odnosił się do etnicznych Ormian należących do kościoła greckiego. Zmarł w 1144 roku, prawdopodobnie w czasie oblężenia Edessy przez siły Zengi'ego, atabega Mosulu.

## Prace
Najważniejszym dziełem Mateusza jest Zhamanakagrutyun (ormiański: Ժամանակագրություն) czyli Kronika, napisana w zachodnim dialekcie języka ormiańskiego. Prace nad nią zaczął prawdopodobnie już w 1113 a skończył przed 1140 rokiem. Jest ona raczej chronologiczna i opisuje dwa stulecia, od drugiej połowy X wieku do drugiej połowy XII. Zdaniem niektórych uczonych Mateusz przy pisaniu posługiwał się pracami ormiańskiego mnicha, Jakuba z Sanahin. Opisując krucjaty opierał się prawdopodobnie na relacjach jej uczestnika, należącego jednak raczej do niższych warstw społecznych. 
Mateuszowi zawdzięczamy również przetrwanie do naszych czasów dwóch innych źródeł historycznych które zawarł w swoim dziele: listu cesarza bizantyjskiego Jana I Tzimiskesa do króla Aszota III i zapis dyskursu dotyczącego różnic doktrynalnych między kościołem greckim a ormiańskim, w którym brał udział król Gagik II.   
Zdaniem badaczy Mateusz pisząc swoje dzieło miał bardzo ograniczony dostęp do literatury i innych prac historycznych, ale nie można mu zarzucić braku dokładności. Kronika jest zatem drugorzędnym źródłem przy badaniach historii Armenii i Ormian przed XII wiekiem, ale kluczowym jeśli chodzi o wydarzenia w Edessie i na sąsiednich terenach w XII wieku, zwłaszcza jeśli chodzi o sytuację polityczną i kościelną. Trzeba jednak brać poprawkę na gorący patriotyzm Mateusza, przejawiający się w opisach męczeństwa i heroizmu Ormian oraz w negatywnych relacjach na temat łacinników, Greków i syryjskich chrześcijan.